# Dragobete
El Dragobete és la celebració romanesa del dia dels enamorats, que té lloc cada any el 24 de febrer. L'efemèride fa referència al personatge mitològic del mateix nom, fill de Baba Dochia. La festivitat es relaciona amb l'arribada del bon temps, quan la natura es desvetlla i els ocells comencen a fer els nius (d'aquí la relació amb l'amor).
La festa del Dragobete és una festa romanesa que se celebra el 24 de febrer. Té una antiguitat de 2.500 anys i es remunta a l'època dels dacis. Per als dacis, aquest personatge mitològic era una divinitat com ara Cupido per als romans o Eros per als grecs.
Aquest dia les dones es vesteixen amb armilles de llana o de pell d'ovella, faldilles amples amb brodats discrets a les vores i davantals negres de ratlles horitzontals de diferents mides i amb motius brodats daurats o platejats. Al cap, porten un mocador que pot ser blanc o negre o amb dibuixos o sense.
Els homes duen també armilles de pell d'ovella amb dibuixos florals cosits i porten cinturons amples de cuir amb estampats o trenats.
Els joves porten barrets guarnits d'una gran roseta feta de plomes de gall dindi.
La festa comença al matí en què nois i noies van al bosc. Les noies cullen flors i es fan corones per posar-se-les al cap, mentre els nois fan fogueres i tots seuen al seu voltant. Quan tornen cap al poble, les noies corren i els nois empaiten la noia que més els agrada. Quan l'atrapen, si es fan un petó davant de tothom, vol dir que la parella es compromet. Si quan entren al poble hi ha parelles que van juntes, familiars i amics entenen que hi ha un compromís i es casen aquella mateixa tardor.
Dragobete és també un recordatori de l'amor entre la parella. Aquest dia, la dona endreça la casa i s'arregla ella per estar atractiva davant del seu marit.
Una altra tradició de Dragobete és que les noies agafen neu i al matí es renten la cara amb aquesta aigua, que es diu que fa més guapa la dona que la fa servir. També es diu que si vols saber qui serà el teu estimat, la vigília de Dragobete s'ha de posar una branca d'alfàbrega sota el coixí i somiaràs amb la persona que serà el teu estimat.
Últimament, Sant Valentí ha tret protagonisme a la festa de Dragobete, si bé hi ha actualment organitzacions romaneses que cada any fan campanyes per promoure aquesta festa i recordar la importància de les festes típiques de Romania.